# Graz Black Widows
Die Graz Black Widows (offiziell: Black Widows 1. Grazer Damen Football Club) war ein österreichisches American-Football-Frauenteam aus der steirischen Landeshauptstadt Graz. Die Black Widows sind dreimaliger österreichischer Staatsmeister.

## Geschichte

### Gründungsgeschichte
Die erste Mannschaft formte sich im Zuge einer privaten Grillparty im Frühjahr 1997 und absolvierte bereits im Juli desselben Jahres ihr erstes Training im Grazer Augarten. Unter Mithilfe von Cole Beaman von den Graz Giants fand sich bald darauf der heute noch gültige Vereinsname und die Vereinsfarben Schwarz-Weiß. Die offizielle Gründung der Black Widows erfolgte ein paar Monate darauf durch Eva Schantl im Jahr 1998. Zu Beginn nahm die Mannschaft an Flag-Football-Turnieren teil, stieg zwei Jahre später aber in die neu gegründete österreichische Damen-Footballliga ein und spielte nunmehr Tackle-Football.

### Dreimaliger Meistertitel und der erste Rückschlag
Als ersten Trainer konnte das bis heute einzige weibliche American-Football-Team in Graz den Linebacker Alexander Cucek von den Graz Giants für sich gewinnen. Unter ihm feierte die junge Mannschaft bereits zwei Jahre nach der Vereinsgründung mit dem Gewinn der ersten österreichischen Meisterschaft im "Best-of-three"-Finale gegen die Vienna Vikings Mermaids ihren ersten großen Erfolg, der sich gleich im Jahr darauf, wiederum durch einen Finalerfolg gegen den Vorjahresgegner, wiederholen ließ. Nach dem dritten Meistertitel sah Cucek 2002 die Aufbauphase bei den Grazerinnen abgeschlossen und verließ den Verein. Als Trainer folgten ihm in den nächsten Jahren wiederum Spieler der Graz Giants wie Lucas Heimering, Fouad Lilabadi und der US-Amerikaner Kurt Ramler nach. 
2003 reichte es für die Grazerinnen nach Siegen gegen die Südstadt Rangers Roughnecks und verlorenen Finalbegegnungen gegen die Vienna Vikings Ladies erstmals nur zum Vizemeister. Im Spieljahr 2004  hatte die Mannschaft mit vermehrten Abgängen zu kämpfen und absolvierte ausschließlich Freundschaftsspiele, um ihren Rookies eine optimale Integration in das Team zu ermöglichen. 

### Wiedereinstieg in die Meisterschaft und die aktuelle Saison
Nach der Rückkehr des einstigen Erfolgstrainers Alexander Cukek stiegen die Black Widows bereits im Jahr darauf wieder in die Meisterschaft ein erspielten sich erneut den Vizemeistertitel. Obwohl die Grazerinnen in den Finalbegegnungen wiederum an den Vienna Vikings Ladies scheiterten, zeigte sich die junge Mannschaft spielerisch stark verbessert und stellte in diesem Jahr sieben Spielerinnen für die österreichische Damen-Nationalmannschaft. 
Im Spieljahr 2006 holten sich die Grazerinnen nach einer 7:31-Niederlage im Finalspiel des Ladies Bowl VII am 9. Juli in Traun gegen die Dodge Vikings Ladies bereits zum dritten Mal den Titel eines österreichischen Vizemeisters.
2011 löste sich die Mannschaft auf.

## Titel und Erfolge
- 3 × Österreichischer Meister: 2000, 2001, 2002[1]
- 5 × Österreichischer Vizemeister: 2003, 2005[1], 2006, 2007, 2008

## Bekannte Spielerinnen
- Elke Ederer (Runningback; Most-Touchdowns-Award 2000 und 2001, Auszeichnung als beste Spielerin der Liga 2001)
- Silke Kranz (Linebacker; Most-Tackles-Award 2000, 2001 und 2002, Auszeichnung als beste Spielerin der Black Widows 2002)
- Daniela Stöckl (Liner und Linebacker; Best-Liner-Award 2000 und 2002, Most-Tackles-Award 2003)
- Katharina Koller (Liner; Best-Liner-Award 2001 und 2003)